# Michael Aastrup Jensen

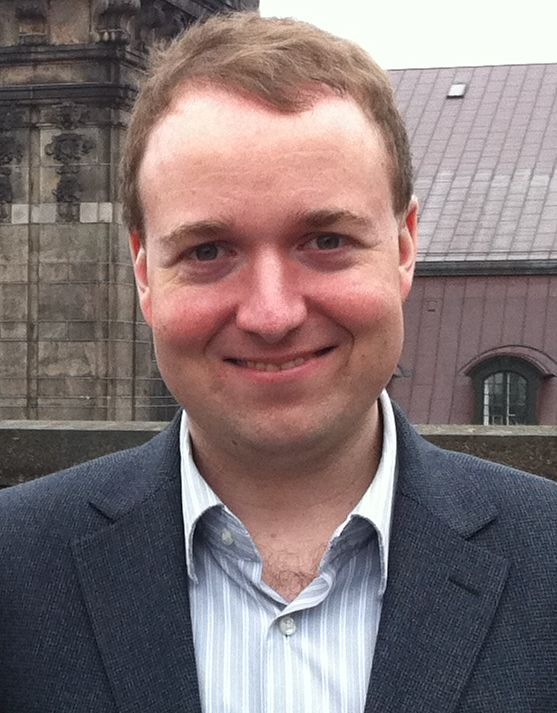
Michael Aastrup Jensen (2011)

Michael Aastrup Jensen (* 16. März 1976 in Roskilde) ist ein dänischer Politiker.
Er ist ehemaliger Bürgermeister von Randers und Abgeordneter im Folketing für die Partei Venstre seit dem Jahr 2005. Politisch aktiv wurde er bereits als 14-Jähriger, als er sich bei der Parteijugend Venstres Ungdom und Venstre in Randers anmeldete. In der Folge bekleidete er verschiedene Posten innerhalb dieser Organisationen.
Aufmerksamkeit zog Michael Aastrup Jensen unter anderem mit der Forderung in einem Interview mit der Zeitung Jyllands-Posten auf sich, der Europarat solle Wahlbeobachter zur Wahl zum Schwedischen Reichstag am 19. September 2010 entsenden.